# Džugderdemidín Gurragčá
Džugderdemidín Gurragčá (mongolsky Жүгдэрдэмидийн Гүррагчаа) (* 5. prosince 1947 na samotě Rašang v somonu Curvan – Bulak v Bulganském ajmaku), kosmonaut z Mongolska z programu Interkosmos, letěl v roce 1981 na lodi Sojuz 39.

## Život

### Mládí a výcvik
Jeho rodina po generace byli pastýři ovcí a koní, s jurtou kočující v dolině Bulganského ajmaku. Od svých tří let jej otec učil jezdit na koni a v sedmi letech vyhrál poprvé dostihy. V maličké vesničce, která nebyla na mapách, dokončil čtyři třídy základní školy a pak pokračoval na desetiletce města Gulgab. Pak si podal žádost na vysokou zemědělskou školu do hlavního města Mongolska Ulánbátaru a v roce 1966 zde zahájil studium. Po dvou letech jej přerušil, byl povolán do armády kvůli napětí na čínsko-mongolských hranicích jako radista. Po třech letech dostal nabídku dokončit studia v Sovětském svazu. Po návratu s titulem inženýra pracoval jako elektromechanik vrtulníků. Roku 1973 pokračoval ve studiu v SSSR na Vojenské letecké inženýrské akademii Žukovského v Moskvě, úspěšně ji ukončil roku 1977. Oženil se. V roce 1978 se přestěhoval do Hvězdného městečka a podrobil se nejdříve výběru, pak i výcviku. Spolu s ním i mongolský náhradník, inženýr energetik Majdaržavin Ganzorig.

### Let do vesmíru
Letěl pouze jednou, ve dvoučlenné posádce spolu s velitelem lodě Sojuz 39 Vladimírem Džanibekovem. Spojili se s orbitální stanicí Saljut 6, kde strávili několik dní připravenými úkoly včetně přínosných pro Mongolsko, například experiment Biosféra k podrobnému snímkování Mongolska. Po 188 hodinách ve vesmíru v pořádku přistáli na území Kazašské SSR. Stal se 101. kosmonautem Země. Po svém letu ze střediska kosmonautů odešel, v armádě zůstal a stal se z něj generálmajor.
- Sojuz 39 ( 22. březen 1981 – 30. březen 1981)